# Facundo Agudin
Facundo Agudin (né à Buenos Aires le 30 décembre 1971) est un chef d'orchestre argentin.
Établi en Suisse depuis 1996, il est fondateur et directeur artistique de la saison musicale Musique des Lumières (MDL) et de OSJ Orchestre Symphonique du Jura (en Suisse).

## Biographie
Facundo Agudin obtient son diplôme en Direction à l’Universidad Católica Argentina. Il poursuit ses études à la Schola Cantorum Basiliensis et étudie le chant auprès de Dennis Hall et de Jeanne Roth. Il est le directeur artistique de Musique des Lumières (MDL), de l’OSJ Orchestre Symphonique du Jura et de la Compagnie Opera Obliqua. 
Il est lauréat de la Colin Metters masterclass (St.Petersbourg Symphony Orchestra, 2007). Il est l’invité de : Orchestre Philharmonique de Kislovodsk (2007), OSB Orchestre Symphonique Bienne (2007-2008), Czech-Philharmonic - Festival Prague Premières (2008), Orquesta Filarmónica de Buenos Aires (Teatro Colón, 2008 et 2009) et régulièrement de l’Opéra National d’Arménie. Il a dirigé le State Opera Orchestra of Armenia, les Chœurs de l’Union Européenne, Orchestra CRT Torino, Sinfonica Aosta, Orchestra Classica Italiana, Basel Sinfonietta. 
Parmi ses dernières productions lyriques, on peut mentionner Don Giovanni, Le Nozze di Figaro, Die Zauberflöte ; 1re tournée des Chœurs de l’Union Européenne en Suisse ; Der schwarze Mozart d’Andreas Pflüger (création mondiale). Il a dirigé en 2008 les premières mondiales du Requiem de Christian Favre (Buenos Aires) et du Doppelkonzert für bandoneón und cembalo (Prague, Bienne. A. Pflüger). 
En 2006, Agudin est lauréat du Prix Culturel Interjurassien, attribué par les cantons du Jura et de Berne. Il intègre le Forum des 100 personnalités qui font la Suisse romande (L’Hebdo-Ringier) et le groupe des Personnalités Fair Play de Suisse (SSR idée suisse).
En 2020, il devient membre du fOrum culture, fédération des actrices et acteurs culturels du Jura bernois, du canton du Jura et de Bienne.